# Ка Лабалија (Пезаро и Урбино)
Ка Лабалија је насеље у Италији у округу Пезаро и Урбино, региону Марке.
Према процени из 2011. у насељу је живело 31 становника. Насеље се налази на надморској висини од 110 м.